# Mario Party: Island Tour
Mario Party: Island Tour – gra imprezowa wyprodukowana przez Nintendo na Nintendo 3DS. Jest trzecią grą przenośną w serii Mario Party, została ogłoszona przez Satoru Iwata w Nintendo Direct w kwietniu 2013 i została opublikowana w listopadzie 2013 w Ameryce Północnej, w styczniu 2014 w Europe i Australii oraz w marcu 2014 w Japonii. Gra zawiera siedem plansz, każda ze swoimi własnymi cechami, oraz 81 nowych minigier. Jej następcą jest Mario Party 10 na Wii U, opublikowane w 2015 roku.

## Przyjęcie
Island Tour otrzymało „mieszane” recenzje według witryny Metacritic. W Japonii Famitsu przyznało grze ocenę 32 na 40.